# Ценівська смерека
Ценівська смерека — ботанічна пам'ятка природи місцевого значення. Пам'ятка природи розташована на території Чортківського району Тернопільської області, Лісове урочище Миливці, кв. 93, вид. 1.
Площа — 0,04 га, статус отриманий у 2012 році.